# توماس ليرد
توماس ليرد (بالإنجليزية: Thomas Laird)‏ هو مصور أخبار ومصور وصحفي أمريكي، ولد في 30 يونيو 1953.

## وصلات خارجية
- الموقع الرسمي